# Tomine (Einheit)
Der Tomine, auch Tomina, war ein spanisches Feingewicht für Gold- und Silberwaren. 
- 1 Tomine  = 1/28 Lot (Preußen = 16,667 Gramm) = 0,5953 Gramm[1]
- 1 Tomine (ältere) = 1/29 Lot (Preußen) = 0,5747 Gramm[1]
- 1 Tomine = 12 Granos entsprach 3/5 Liter
- 3 Tomine = 1 Adarme
- 6 Tomine = 1 Ochava
- 48 Tomine = 1 Onca
- 384 Tomine = 1 kastilische Mark[2]

In den spanischen Bergwerken in Amerika waren
- 6 Tomine = 1 Castillan

Der Castillan war der 100. Teil des spanischen Pfundes.
- 6 Castillane plus 2 Tomine = 1 Unca[3]